# Stazione di Caravaggio
La stazione di Caravaggio è una stazione ferroviaria della Treviglio-Cremona situata a sudovest del centro storico della città di Caravaggio, in provincia di Bergamo. L'impianto si trova a circa un chilometro di distanza dal santuario di Caravaggio, percorrendo viale Papa Giovanni XXIII.
È l'unica stazione ferroviaria cittadina sulla linea ferroviaria Treviglio-Cremona. Nel territorio comunale è presente un'altra stazione, la stazione di Vidalengo, situata a nord di Caravaggio e a sud della frazione di Vidalengo; tale stazione si trova sulla ferrovia Milano-Venezia.

## Strutture ed impianti

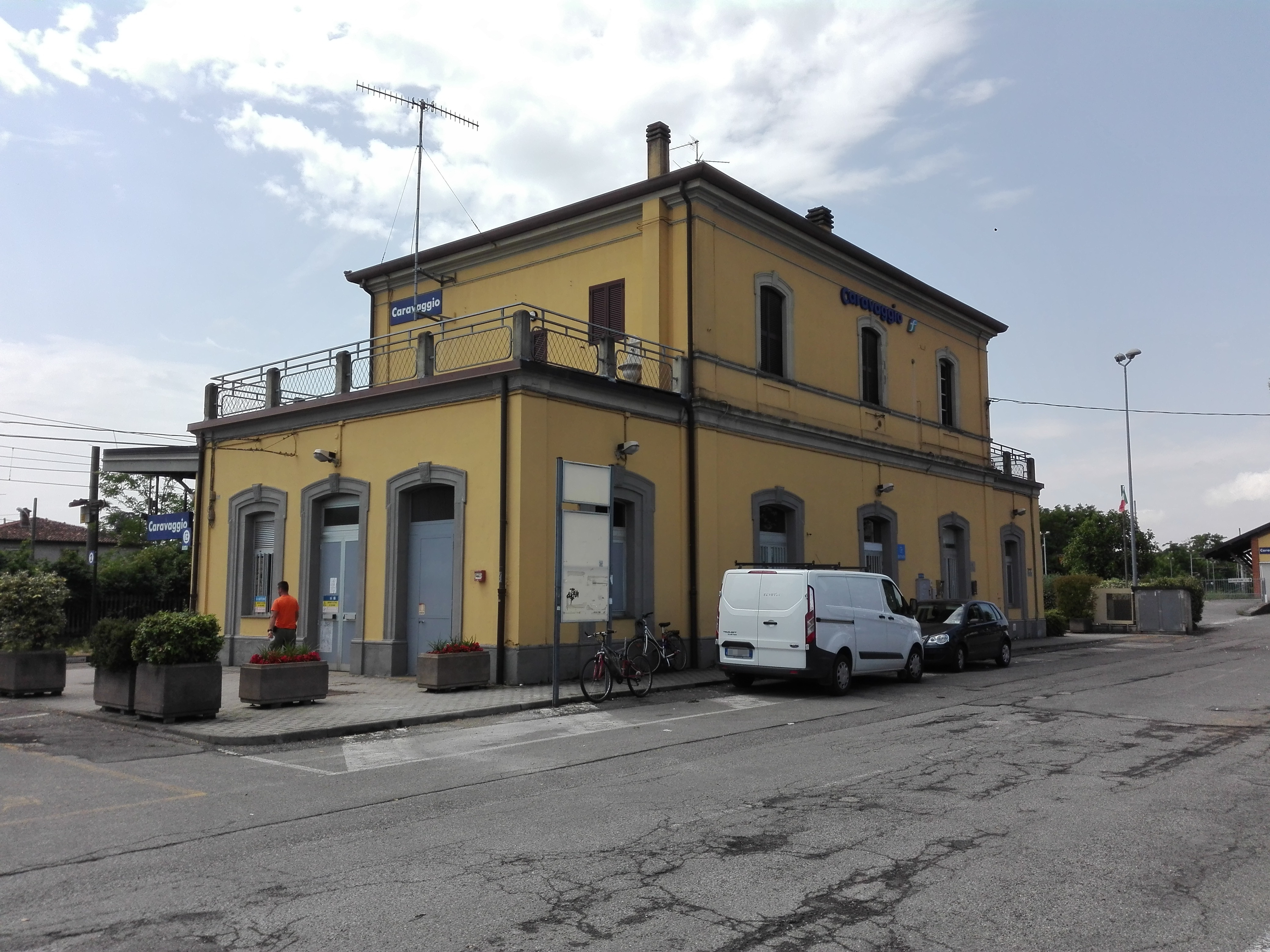
Edificio principale della stazione

Il piazzale ferroviario è composto da due binari passanti, separati da una banchina a isola con attraversamento a raso. È inoltre presente un binario tronco lato Treviglio, non abilitato al servizio viaggiatori e inutilizzato.
Nelle immediate adiacenze della stazione, il passaggio a livello, che protegge l'attraversamento ferroviario del viale, è caratterizzato da otto sbarre semoventi, atte a proteggere la sede stradale e i controviali pedonale e ciclabile.

## Servizi
La stazione è classificata da RFI nella categoria bronze.
La stazione dispone di:
- Capolinea Bus
- Bar
- Edicola
- Servizi igienici

È possibile acquistare i biglietti ferroviari presso il bar Caravaggio, a 200 metri di distanza dalla stazione e al bar della stazione.

## Movimento
La stazione è servita dai treni regionali Trenord e diretti verso i capolinea di Treviglio e Cremona. La cadenza del servizio è oraria: le partenze verso Treviglio avvengono al minuto 46, mentre quelle verso Cremona al minuto 13 di ogni ora. Nelle ore di punta, sono presenti treni di rinforzo da e per Milano.

## Interscambi
Il parcheggio prospiciente può ospitare fino a circa duecento autoveicoli in virtù del vicino scalo ora adibito a Centro operativo della Croce Rossa.